# Yuri Dyupin
Yuri Yuryevich Dyupin (tiếng Nga: Юрий Юрьевич Дюпин; sinh ngày 17 tháng 3 năm 1988) là một thủ môn bóng đá người Nga. Anh thi đấu cho F.K. Kuban Krasnodar.
Anh có màn ra mắt tại Russian Second Division cho F.K. Dynamo Barnaul vào ngày 15 tháng 5 năm 2011 trong trận đấu với FC Sibiryak Bratsk.